# Legnago
Legnago – miejscowość i gmina we Włoszech, w regionie Wenecja Euganejska, w prowincji Werona.
Według danych na rok 2004 gminę zamieszkiwały 24 232 osoby, 306,7 os./km².
W  miejscowości jest stacja kolejowa Legnago.